# Équipe du Mali féminine de football
Cet article traite de l'équipe féminine. Pour l'équipe masculine, voir Équipe du Mali de football.
Maillots
L'équipe du Mali féminine de football est une sélection des meilleures joueuses maliennes sous l'égide de la Fédération du Mali de football.  

## Histoire
L'équipe est finaliste du Tournoi féminin de la zone A de l'UFOA en 2020, se classe quatrième du Tournoi féminin de la zone B de l'UFOA en 2018 et 2019, et quatrième de la Coupe d'Afrique des nations 2018.

## Classement FIFA
| Année              | 2003 | 2004 | 2005 | 2006 | 2007 | 2008 | 2009 | 2010 | 2011 | 2012 | 2013 | 2014 | 2015 | 2016 | 2017 | 2018 |
| ------------------ | ---- | ---- | ---- | ---- | ---- | ---- | ---- | ---- | ---- | ---- | ---- | ---- | ---- | ---- | ---- | ---- |
| Classement mondial | 73   | 79   | 79   | 86   | 81   | 80   | 74   | 91   | 95   | 90   | 118  | 96   | 100  | 90   | 80   | 85   |
| Classement CAF     | 5    | 6    | 6    | 8    | 7    | 10   | 9    | 12   | 10   | 12   |      | 12   | 13   | 13   | 7    |      |